# إدغار تي. براكيت
إدغار تي. براكيت هو سياسي أمريكي، ولد في 30 يوليو 1853 في Wilton, New York ‏ في الولايات المتحدة، وتوفي في 27 فبراير 1924 في ساراتوغا سبرينغس في الولايات المتحدة. نشط حزبياً في الحزب الجمهوري. وقد انتخب عضو مجلس ولاية نيويورك ‏.